# 이렇게도 긴 부재
《이렇게도 긴 부재》(프랑스어: Une aussi longue absence, "Such a long absence")는 앙리 코르비 감독의 1961년 흑백, 시네마스코프 프랑스 영화이다.

## 개요
사망의 증거가 없는 전쟁 중의 실종은 아내로서는 죽음이 아니라 미귀환이며 과거의 사랑의 기억은 살아있다. 기억이 만드는 마음의 공동(空洞)은 새로운 사랑으로는 메워지지 않는다. 기억을 완전히 잃은 텁석부리로부터는 그녀의 남편이라고 하는 확증을 잡을 수가 없으나 반드시 남편일 것이라는 희망도 버릴 수가 없다. 오히려 희망은 더욱 부풀 뿐이다. 그녀는 언제까지든지 낙심치 않고 기다릴 것이라고 결심한다. 마르그리트 뒤러가 쓴 여심을 코르비는 마치 여류 감독처럼 자상하게 쭉 그려 나간다. 그러나 냉혹하게 그려 나가는 것이 아니라 섬세하게 묘사했다.

## 줄거리
파리 교외구의 카페의 여주인(발리)은 장거리 수송용 트럭 운전수를 애인으로 삼고 있는데, 남편이 독일 수용소로 들어간 채 돌아오지 않으므로 마음 속으로 공백을 느끼며 16년 간이나 지낸다. 전사자 취급으로 공로장도 받았으나 돌연히 남편이 돌아올 것 같은 기분이 든다. 매일 아침, 저녁 가게 앞을 지나가는 지저분한 텁석부리의 부랑자를 어느날 바로 가까이 옆에서 보고 남편이라고 깨닫게 된다. 이튿날 가게로 불러서 말을 걸어보았으나 기억을 상실하고 있어서 '자기 소개'의 이름도 틀리게 나온다. 남편의 친척을 시골로부터 불러서 물어보아도 딴 사람이라고 말한다. 좋아했었던 오페라곡을 들려주건 왈츠를 추어 보이건 텁석부리의 기억력은 되살아나지 않는다. 어느날 밤에 남편 이름으로 그를 불렀더니 가던 걸음을 멈추었으나 곧 도망쳐서 어딘가로 가 버리고 말았다.

## 출연
- 알리다 발리 - Thérèse Langlois
- 조르주 윌슨 - The Tramp
- Charles Blavette - Fernand
- Amédée - Marcel Langlois
- Paul Faivre - Pensioner
- Pierre Parel - Manager
- Catherine Fonteney - Alice
- Diane Lepvrier - Martine (as Diana Lepvrier)
- Nane Germon - Simone
- Georges Bellec - Young man
- Charles Bouillaud - Favier
- Corrado Guarducci - Workman
- Clément Harari - Man at Juke Box
- Jean Luisi - Workman
- Pierre Mirat - Druggist